# Liste der Bodendenkmäler in Schwarzenbach (Oberpfalz)
Auf dieser Seite sind die Bodendenkmäler in der Oberpfälzer Gemeinde Schwarzenbach zusammengestellt. Diese Tabelle ist eine Teilliste der Liste der Bodendenkmäler in Bayern. Grundlage ist die Bayerische Denkmalliste, die auf Basis des Bayerischen Denkmalschutzgesetzes vom 1. Oktober 1973 erstmals erstellt wurde und seither durch das Bayerische Landesamt für Denkmalpflege geführt wird. Die folgenden Angaben ersetzen nicht die rechtsverbindliche Auskunft der Denkmalschutzbehörde.

## Bodendenkmäler der Gemeinde Schwarzenbach

### Bodendenkmäler in der Gemarkung Pechhof
| Lage               | Objekt | Akten-Nr.     | Bild |
| ------------------ | --- | ------------- | ---- |
| Pechhof (Standort) | Untertägige Befunde des abgebrochenen frühneuzeitlichen Hammerschlosses in Pechhof. Siehe auch: Schloss Pechhof | D-3-6237-0057 |      |

### Bodendenkmäler in der Gemarkung Schwarzenbach
| Lage                     | Objekt | Akten-Nr.     | Bild |
| ------------------------ | --- | ------------- | ---- |
| Schwarzenbach (Standort) | Untertägige Befunde der abgebrochenen frühneuzeitlichen Kirche St. Antonius in Schwarzenbach. Siehe auch: St. Antonius (Schwarzenbach) | D-3-6237-0055 |      |